# London Grand Prix 2017
Navigation
Édition précédente Édition suivante
Le London Grand Prix 2017 ou Müller Anniversary Games 2017 se déroule le 9 juillet 2017 au Stade olympique de Londres. Il s'agit de la neuvième étape de la Ligue de diamant 2017.

## Résultats

### Hommes
| Rang | Athlète                  | Temps        | Points |
| ---- | ------------------------ | ------------ | ------ |
| 1    | Ameer Webb               | 20 s 13      | 8      |
| 2    | Fred Kerley              | 20 s 24 (PB) | 7      |
| 3    | Isiah Young              | 20 s 24      | 6      |
| 4    | Nethaneel Mitchell-Blake | 20 s 30      | 5      |
| 5    | Zharnel Hughes           | 20 s 33      | 4      |
| 6    | Daniel Talbot            | 20 s 33      | 3      |
| 7    | Rasheed Dwyer            | 20 s 49      | 2      |
| 8    | Christophe Lemaitre      | 20 s 50      | 1      |

| Rang | Athlète         | Temps              | Points |
| ---- | --------------- | ------------------ | ------ |
| 1    | Nijel Amos      | 1 min 43 s 18 (WL) | 8      |
| 2    | Donavan Brazier | 1 min 43 s 95 (SB) | 7      |
| 3    | Asbel Kiprop    | 1 min 44 s 43      | 6      |
| 4    | Erik Sowinski   | 1 min 44 s 82      | 5      |
| 5    | Elliot Giles    | 1 min 44 s 99 (PB) | 4      |
| 6    | Adam Kszczot    | 1 min 45 s 21 (SB) | 3      |
| 7    | Jake Wightman   | 1 min 45 s 42 (PB) | 2      |
| 8    | Kyle Langford   | 1 min 45 s 45 (PB) | 1      |

| Rang | Athlète          | Temps        | Points |
| ---- | ---------------- | ------------ | ------ |
| 1    | Aries Merritt    | 13 s 09 (SB) | 8      |
| 2    | Milan Trajkovic  | 13 s 25 (NR) | 7      |
| 3    | Shane Brathwaite | 13 s 27 (SB) | 6      |
| 4    | Devon Allen      | 13 s 30      | 5      |
| 5    | Jarret Eaton     | 13 s 34 (SB) | 4      |
| 6    | Aaron Mallett    | 13 s 47      | 3      |
| 7    | Eddie Lovett     | 13 s 48      | 2      |
| 8    | David Omoregie   | 13 s 70      | 1      |

| Rang | Athlète         | Temps        | Points |
| ---- | --------------- | ------------ | ------ |
| 1    | Kerron Clement  | 48 s 02 (SB) | 8      |
| 2    | Kyron McMaster  | 48 s 12      | 7      |
| 3    | Yasmani Copello | 48 s 24 (SB) | 6      |
| 4    | Michael Stigler | 48 s 32      | 5      |
| 5    | Eric Futch      | 48 s 68      | 4      |
| 6    | Jack Green      | 48 s 77 (SB) | 3      |
| 7    | Quincy Downing  | 48 s 81      | 2      |
| 8    | Jacob Paul      | 49 s 49 (SB) | 1      |

| \| Rang \| Athlète \| Temps \| Points \| \| ---- \| -------------------- \| ------- \| ------ \| \| 1 \| Daniel Ståhl \| 66,73 m \| 8 \| \| 2 \| Fedrick Dacres \| 66,66 m \| 7 \| \| 3 \| Philip Milanov \| 66,65 m \| 6 \| \| 4 \| Robert Urbanek \| 64,51 m \| 5 \| \| 5 \| Andrius Gudžius \| 64,15 m \| 4 \| \| 6 \| Andrew Evans \| 63,12 m \| 3 \| \| 7 \| Mason Finley \| 62,48 m \| 2 \| \| 8 \| Lukas Weisshaidinger \| 61,10 m \| 1 \| |                      |         |        |
| Rang | Athlète              | Temps   | Points |
| 1 | Daniel Ståhl         | 66,73 m | 8      |
| 2 | Fedrick Dacres       | 66,66 m | 7      |
| 3 | Philip Milanov       | 66,65 m | 6      |
| 4 | Robert Urbanek       | 64,51 m | 5      |
| 5 | Andrius Gudžius      | 64,15 m | 4      |
| 6 | Andrew Evans         | 63,12 m | 3      |
| 7 | Mason Finley         | 62,48 m | 2      |
| 8 | Lukas Weisshaidinger | 61,10 m | 1      |

### Femmes
| Rang | Athlète           | Temps        | Points |
| ---- | ----------------- | ------------ | ------ |
| 1    | Elaine Thompson   | 10 s 94      | 8      |
| 2    | Dafne Schippers   | 10 s 97      | 7      |
| 3    | Blessing Okagbare | 10 s 99 (SB) | 6      |
| 4    | Morolake Akinosun | 11 s 02      | 5      |
| 5    | Michelle-Lee Ahye | 11 s 06      | 4      |
| 6    | Asha Philip       | 11 s 19      | 3      |
| 7    | Daryll Neita      | 11 s 22      | 2      |
| 8    | Rosangela Santos  | 11 s 22      | 1      |

| Rang | Athlète                | Temps        | Points |
| ---- | ---------------------- | ------------ | ------ |
| 1    | Allyson Felix          | 49 s 65 (WL) | 8      |
| 2    | Courtney Okolo         | 50 s 29 (SB) | 7      |
| 3    | Shamier Little         | 50 s 40 (PB) | 6      |
| 4    | Novlene Williams-Mills | 50 s 60      | 5      |
| 5    | Shericka Jackson       | 50 s 77      | 4      |
| 6    | Natasha Hastings       | 50 s 85      | 3      |
| 7    | Emily Diamond          | 51 s 67 (SB) | 2      |
| 8    | Floria Guei            | 52 s 23      | 1      |

| Rang | Athlète           | Temps                  | Points |
| ---- | ----------------- | ---------------------- | ------ |
| 1    | Hellen Obiri      | 4 min 16 s 56 (MR, NR) | 8      |
| 2    | Laura Muir        | 4 min 18 s 03 (PB)     | 7      |
| 3    | Winny Chebet      | 4 min 19 s 55          | 6      |
| 4    | Angelika Cichocka | 4 min 19 s 58 (NR)     | 5      |
| 5    | Jennifer Simpson  | 4 min 19 s 98 (PB)     | 4      |
| 6    | Laura Weightman   | 4 min 20 s 88          | 3      |
| 7    | Ciara Mageean     | 4 min 22 s 40 (PB)     | 2      |
| 8    | Melissa Courtney  | 4 min 23 s 15 (PB)     | 1      |

| Rang | Athlète           | Temps        | Points |
| ---- | ----------------- | ------------ | ------ |
| 1    | Kendra Harrison   | 12 s 39      | 8      |
| 2    | Sally Pearson     | 12 s 48 (SB) | 7      |
| 3    | Sharika Nelvis    | 12 s 62      | 6      |
| 4    | Christina Manning | 12 s 65      | 5      |
| 5    | Nia Ali           | 12 s 79      | 4      |
| 6    | Nadine Visser     | 12 s 86      | 3      |
| 7    | Isabelle Pedersen | 13 s 01      | 2      |

| Rang | Athlète           | Marque      | Points |
| ---- | ----------------- | ----------- | ------ |
| 1    | Mariya Lasitskene | 2,00 m      | 8      |
| 2    | Vashti Cunningham | 1,97 m      | 7      |
| 3    | Erika Kinsey      | 1,94 m (SB) | 6      |
| 4    | Michaela Hrubá    | 1,94 m (PB) | 5      |
| 4    | Sofie Skoog       | 1,94 m (PB) | 5      |
| 6    | Ruth Beitia       | 1,90 m      | 3      |
| 7    | Morgan Lake       | 1,90 m      | 2      |
| 8    | Mirela Demireva   | 1,85 m      | 1      |

| Rang | Athlète             | Marque      | Points |
| ---- | ------------------- | ----------- | ------ |
| 1    | Ekateríni Stefanídi | 4,81 m      | 8      |
| 2    | Nicole Büchler      | 4,73 m (PB) | 7      |
| 3    | Michaela Meijer     | 4,65 m      | 6      |
| 4    | Sandi Morris        | 4,65 m      | 5      |
| 5    | Yarisley Silva      | 4,55 m      | 4      |
| 6    | Holly Bradshaw      | 4,55 m      | 3      |
| 7    | Katie Nageotte      | 4,55 m      | 2      |
| 8    | Mary Saxer          | 4,30 m      | 1      |

| Rang | Athlète                   | Marque      | Points |
| ---- | ------------------------- | ----------- | ------ |
| 1    | Tianna Bartoletta         | 7,01 m (MR) | 8      |
| 2    | Ivana Španović            | 6,88 m (SB) | 7      |
| 3    | Brooke Stratton           | 6,79 m (SB) | 6      |
| 4    | Katarina Johnson-Thompson | 6,75 m (SB) | 5      |
| 5    | Christabel Nettey         | 6,63 m      | 4      |
| 6    | Lorraine Ugen             | 6,59 m      | 3      |
| 7    | Shakeelah Saunders        | 6,58 m      | 2      |
| 8    | Claudia Salman            | 6,53 m      | 1      |

| Rang | Athlète            | Marque       | Points |
| ---- | ------------------ | ------------ | ------ |
| 1    | Barbora Špotáková  | 68,26 m (MR) | 8      |
| 2    | Sara Kolak         | 67,83 m      | 7      |
| 3    | Martina Ratej      | 64,85 m (SB) | 6      |
| 4    | Elizabeth Gleadle  | 64,47 m (SB) | 5      |
| 5    | Kelsey-Lee Roberts | 64,38 m (PB) | 4      |
| 6    | Kathryn Mitchell   | 63,25 m      | 3      |
| 7    | Kara Winger        | 61,06 m      | 2      |
| 8    | Madara Palameika   | 60,91 m      | 1      |

## Légende
Records et Performances
- AR : Record continental (area record)
- CR : Record des championnats (championship record)
- MR : Record du meeting (meet record)
- NR : Record national (national record)
- OR : Record olympique (olympic record)
- PR : Record paralympique (paralympic record)
- PB : Record personnel (personal best)
- SB : Meilleure performance personnelle de la saison (season's best)
- WL : Meilleure performance mondiale de l'année (world leader)
- WJR : Record du monde junior (world junior record)
- WR : Record du monde (world record)

Circonstances et Conditions
- DNF : N'a pas terminé (did not finish)
- DNS : N'a pas pris le départ (did not start)
- DQ : Disqualification (disqualification)
- NM : Aucun essai valable enregistré (No Mark)
- Q : Qualifié « directement » au prochain tour (ou à la prochaine compétition), lors d'une compétition majeure, grâce au classement ou à la réalisation des minima (automatic qualifier)
- q : Qualifié au prochain tour (ou à la prochaine compétition), lors d'une compétition majeure, grâce au repêchage ou à la réalisation de l'une des meilleures performances parmi celles des « non qualifiés directement » (grâce au meilleur temps ou à la meilleure distance par exemple) (secondary qualifier)